# 597148 Chungmingshan
597148 Chungmingshan este o planetă minoră (asteroid) din centura de asteroizi. A fost descoperită pe 14 octombrie 2006 la Lulin Observatory⁠(d) de . 
Obiectul prezintă o orbită caracterizată de o semiaxă mare de 2,6611491435969 UAi, o excentricitate de 0,28958296386426, o înclinație de 8,4791705333778 ° în raport cu ecliptica.